# 加藤久美子 (拉致被害者)
加藤 久美子（かとう くみこ、1948年〈昭和23年〉1月1日 - ）は、北朝鮮による拉致被害者と考えられる日本女性。政府認定の拉致被害者ではないが、「救う会」（北朝鮮に拉致された日本人を救出するための全国協議会）では拉致被害者に認定しており、「調査会」（特定失踪者問題調査会）でも「拉致濃厚」（1000番台リスト）としている。なお、政府は一度も拉致被害者認定の基準を示したことがない。
「救う会」では、彼女を「工作員日本人化教育の教官とその配偶者にさせるために拉致されたケース」に分類している。1970年（昭和45年）8月8日朝、通勤途中で失踪した。彼女については、北朝鮮の元工作員、安明進による平壌での目撃情報がある。

## 人物情報と消息
1948年（昭和23年）1月1日、福岡県北九州市八幡区（現、八幡東区）山王町に生まれた。北九州市立大蔵中学校卒業後、私立の北九州女子高等学校（現在は廃校）に進み、高校時代は生徒会役員を務めるなど活発な女性であったという。1966年の高校卒業後は、八幡食糧協同組合、知人の喫茶店勤務を経て失踪当時は小倉区（現、小倉北区）の商品先物取引会社である山佐商事の総務部に勤務していた。速記やペン習字、編み物など多岐にわたって資格取得のための活動を積極的におこなっていた女性である。
1970年8月8日朝、通勤のため妹と一緒に福岡県北九州市八幡区の自宅を出て、10分くらい離れた路面電車の電停（現在は廃止されている西日本鉄道北九州線大蔵電停）で妹と別れ、それ以来行方不明となっている。失踪当時は22歳の会社員で、身長は155センチメートル、体重は47キログラムであった。いつも通りの服装で、小倉の勤務先（山佐商事）へ向かったと思われる。特に悩んでいたようすもなく、心中・自殺・家出などの動機などは認められず、週末に編み物の先生と茶会に出かけるので着物を出しておいてほしいと母親に話していた。
彼女の失踪後、身元不明の死体等について、家族が警察から連絡を受けて見にいったこともあったが、何の情報も得られず、事故の可能性も低い。本人は電話交換手の資格を持っており、首の後ろに8ミリメートルほどの水疱瘡の痕がのこっている。
彼女については、2003年（平成15年）2月10日、特定失踪者問題調査会特定失踪者リスト2次発表で公開され、その写真をみた元北朝鮮工作員の安明進が工作員養成機関である金正日政治軍事大学在学中に大学構内で横田めぐみらと一緒にいたところを何度も目撃したと証言した。目撃したのは1988年（昭和63年）から1990年（平成2年）にかけての時期である。それによれば、身長は150〜155センチメートルで髪はパーマ、年齢は40歳代前半で既婚者のようにみえたという。横田めぐみ同様、彼女も日本語教官で、安が見かけた日本人女性教官では最年長であった。同僚からは「アジュンマ（おばさん）」と呼ばれており、グループのまとめ役で明朗な性格のようにみえた。
2004年（平成16年）1月29日、特定失踪者問題調査会は福岡県警察八幡東警察署に告発状を提出した。
2004年（平成16年）5月22日、フランス在住の加藤久美子の弟が「今回の小泉総理訪朝で、蓮池さん、地村さんの家族が帰国されることを心からお喜び申し上げます。しかし横田めぐみさんなど安否未確認の10人の方々同様、姉久美子の情報が全く得られなかったことは本当に残念です。（中略）　両親も高齢で病身にあり、時間はあまりありません。どうか救う会、調査会、国民、マスコミの皆様のご協力とお力添えをよろしく御願い申し上げます。」とのメッセージを「救う会」あてに寄せている。
2005年（平成17年）7月28日、衆議院の「北朝鮮による拉致問題等に関する特別委員会」において安明進と西岡力が参考人として意見陳述したが、この場において安明進は、金正日政治軍事大学で目撃した日本人としては、横田めぐみ、市川修一、増元るみ子、蓮池薫、田中実、朝鮮語がへただった北海道出身の拉致被害男性、加藤久美子がおり、この7名のほか男性教官2人、女性教官2人の合計11人を見たと証言した。

## 周辺情報
加藤久美子拉致事件のあった翌年の1971年（昭和46年）、北九州市小倉区（現、小倉南区）では国鉄城野駅前からの「拉致未遂」を疑われる事件が発生している。この事件で被害女性が連れ出された海岸は周防灘であることが、特定失踪者問題調査会の調べで明らかになった。